# Kneissl (Unternehmen)
Kneissl ist ein österreichischer Hersteller von Ski- und Sportartikeln mit Hauptsitz in Kufstein. Die Firma befindet sich Besitz einer Beteiligungsgesellschaft von Mohamed Bin Issa Al Jaber. Das Unternehmen produziert und vertreibt Ski samt Bekleidung und Accessoires sowie Tennisschläger und Fahrräder.

## Geschichte

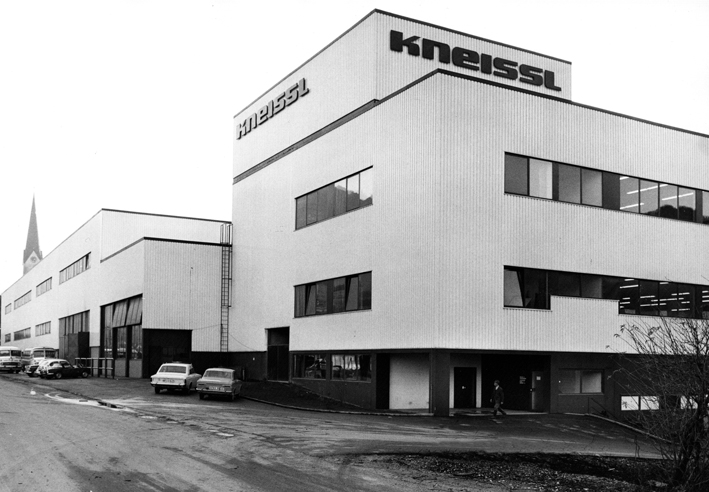
Kneissl-Schifabrik in Kufstein-Zell (1969)

Die Firma Kneissl wurde 1861 als Landwagnerei gegründet. In den Jahren 1919 bis 1921 wurden die ersten Ski in Serie gefertigt.
1980 musste die Firma erstmals Konkurs anmelden. Der Betrieb wurde 1981 zu 75 % durch den Schweizer Hauenstein und zu 25 % durch den deutsch-amerikanischen Langlaufskihersteller "Trak" übernommen und es konnte innerhalb eines Jahres ein Gewinn von 5 % des eingesetzten Kapitals erwirtschaftet werden. Es kam wieder zu einem Aufwärtstrend.
1990 brachte Kneissl das Ski-Modell „Big Foot“ auf den Markt.
1992 wurde durch Fusion der Firmen Kneissl und Dachstein die Kneissl Dachstein Sportartikel AG mit Firmensitz in Molln gegründet. Mit 320 Mitarbeitern setzte die Firma 1993/94 627 Millionen Schilling um.
2003 war Kneissl zum zweiten Mal insolvent. Größte Aktionäre waren damals die BREG Gesellschaft für Bau und Revitalisierung von Hans Peter Haselsteiner und Erhard F. Grossnigg.
2006 wurde die Produktion von Kufstein nach Tschechien verlagert.
Ende 2010 konnte ein neuerlicher Konkursantrag gegen Kneissl abgewendet werden, der jedoch Anfang 2011 folgte.

### Neuausrichtung ab 2008
2008 übernahm Mohamed Bin Issa Al Jaber über seine JJW Hotels & Resorts Firmengruppe die Mehrheit an Kneissl. Die Neuausrichtung von Kneissl sah vor, unter anderem durch die Eröffnung von weltweit bis zu 70 Kneissl Star Lounges – einem Konzept für Shop und Gastronomie unter einem Dach – sowie mehreren Kneissl Star Resort Hotels als Lifestyle Marke zu etablieren.
2009 wurde in der Innenstadt von Innsbruck die erste Kneissl Star Lounge eröffnet. Eine 2010 in Hochfügen gebaute Kneissl Star Lounge wurde nicht bezogen. Die Errichtung der angekündigten Kneissl Hotelprojekte wurde mehrfach verschoben. Die Pläne zur Errichtung einer Skimanufaktur in Kiefersfelden wurden wieder verworfen.
Am 3. Januar 2011 beantragte Ex-Kneissl-Eigentümer Fritz Unterberger, dem das Unternehmen rund 900.000 € schulde, Konkurs. Investor Mohamed Bin Issa Al Jaber hatte zuvor mit seiner zugesagten Finanzspritze von € 1,2 Mio. weiter auf sich warten lassen. Weitere Rechtsstreitigkeiten sind unter anderem mit dem Wiener Modelabel Susan Strasser sowie dem Fußballklub FC Wacker Innsbruck anhängig.
Trotz anhaltender Berichte über Zahlungsprobleme und der Exekution lagernder Ware in der Kneissl Star Lounge in Innsbruck hält Andreas Gebauer am 25 Millionen Euro teuren Hotelprojekt in Stockenboi fest. Gleichzeitig kündigte Gebauer Klage gegen Gläubiger sowie eine Sachverhaltsdarstellung bei der Staatsanwaltschaft Innsbruck wegen des Verdachts der Bereicherung durch ein Wiener Modeunternehmen an. Die Ermittlungen gegen die Gläubigerin wurden noch im März 2011 eingestellt.
Nachdem Al Jaber auch Ende Januar 2011 weiter mit zugesagten Geldern auf sich warten ließ, sollte über einen weiteren Konkursantrag verhandelt werden. Geschäftsführer Andreas Gebauer musste demnach am 7. Februar 2011 die Zahlungsfähigkeit vor dem Landesgericht Innsbruck beweisen.

### Konkurs 2011
Am 8. Februar 2011 meldete Geschäftsführer Andreas Gebauer nach einer mehrfach ausgebliebenen Kapitalspritze von Mohamed Bin Issa Al Jaber Insolvenz an. Davon betroffen sind die Kneissl Holding GmbH, die Kneissl Tirol GmbH sowie die Kneissl Star Lounge GmbH. In einer ersten Stellungnahme spricht Gebauer von einem rechtlichen Anspruch gegenüber Mohamed Bin Issa Al Jaber, welcher angeblich eine entsprechende Kapitalerhöhung unterzeichnet hatte und die Insolvenz eines Großteils der Unternehmensgruppe hauptsächlich zu verantworten habe. Der Alpenländische Kreditorenverband warf Mehrheitseigentümer Al Jaber Habgier vor. Dieser bekräftigte, das Unternehmen nicht fallen zu lassen. Al Jaber sei bereit, die Gesellschaft in einem Sanierungsverfahren zu unterstützen. Die Gläubigerin Susan Strasser GmbH kündigte noch am selben Tag unter anderem gegen Geschäftsführer Andreas Gebauer eine Sachverhaltsdarstellung bei der Staatsanwaltschaft Innsbruck wegen Verdacht auf „grob fahrlässige Beeinträchtigung von Gläubigerinteressen“, Konkursverschleppung und betrügerische Krida an. Entsprechende Ermittlungen nahm die Staatsanwaltschaft Innsbruck Ende Februar 2011 auf und weitete sie im Juni auf die Tochter Al Jabers aus.
Insgesamt wurden die Schulden auf 16,4 Millionen Euro geschätzt. Im Juni 2011 scheiterte ein bereits ausgehandelter Sanierungsplan an der ausbleibenden Zahlung Al Jabers in Höhe von 2,1 Millionen Euro. Im Juli wurde die Produktion am Standort Kufstein eingestellt, im Oktober erhielt das Konzept der Beteiligungsgesellschaft Friends of Sports (hinter der der fränkische Sportartikelhändler Kramer Elastics GmbH mit einer Bilanzsumme von ca. 2,5 Millionen Euro steht) den Zuschlag. Das endgültige Finanzierungskonzept stand jedoch noch nicht fest und auch Al Jaber war unter den Bietern für das insolvente Unternehmen und leistete eine Anzahlung, blieb den restlichen Kaufpreis jedoch schuldig. Die Übernahme durch Friends of Sports konnte jedoch wegen im November noch laufender Verhandlungen nicht rechtzeitig zur Wintersaison 2011/12 fixiert werden. Nachdem der Kaufpreis in Höhe von 1,7 Millionen Euro im Dezember noch nicht eingegangen war, wurde der Gläubigerversammlung ein erneuter Sanierungsplan vorgelegt, über den bis Januar 2012 entschieden werden sollte. Anfang Januar 2012 hinterlegte Al Jaber 1,98 Millionen Euro für die Insolvenzquote, mit Annahme des Sanierungsplans durch die Gläubiger wurde Kneissl Ende Januar 2012 mit Auszahlung der Quote von 20 % entschuldet und Al Jabers JJA Beteiligungsverwaltungs GmbH wurde zum alleinigen Eigentümer.

## Organisation
Geschäftsführer sind seit 2007 Andreas Gebauer, und seit Juni 2012 Andrea King.
Seit 2008 wurden keine offiziellen Zahlen zur wirtschaftlichen Entwicklung veröffentlicht.